# Goldstraße 4 (Quedlinburg)

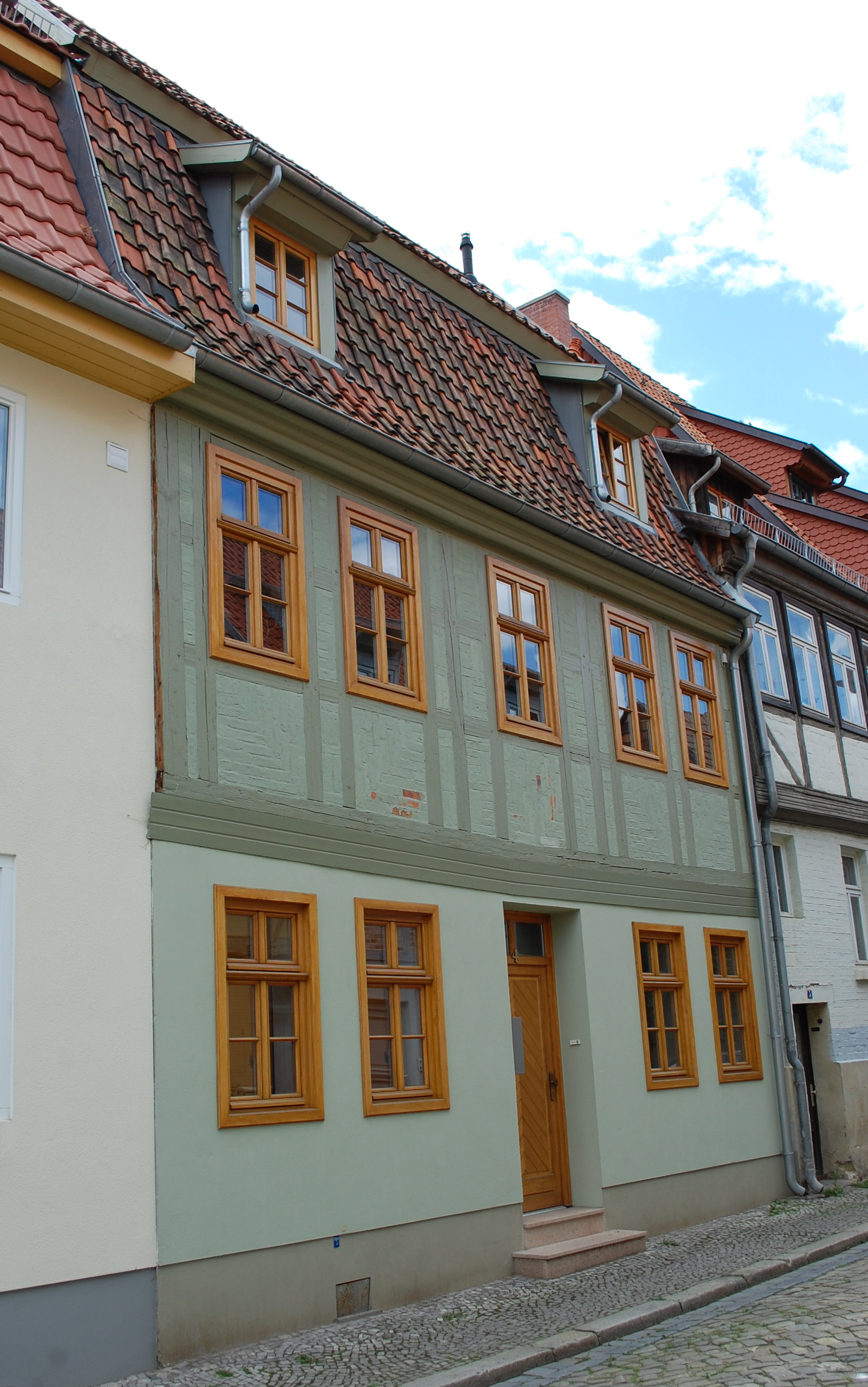
Goldstraße 4

Das Haus Goldstraße 4 ist ein denkmalgeschütztes Gebäude in Quedlinburg in Sachsen-Anhalt. Es gehört zum UNESCO-Weltkulturerbe.

## Lage
Das im Quedlinburger Denkmalverzeichnis eingetragene Haus befindet sich im nördlichen Teil der Quedlinburger Altstadt auf der Südseite der Goldstraße. 

## Architektur und Geschichte
Das Wohnhaus entstand in der Zeit um 1750 in Fachwerkbauweise. Bedeckt ist das Gebäude mit einem Mansarddach. Das Erdgeschoss wurde im 19. Jahrhundert in massiver Bauweise ausgeführt. Die Gefache des Fachwerks des Obergeschosses sind mit Zierausmauerungen versehen.